# 게이코 천황
게이코 천황(일본어: 景行天皇, 기원전 13년 11월 7일 ~ 130년 12월 24일(음력 11월 7일))은 일본의 제12대 천황(재위 : 71년 8월 24일 ~ 130년 12월 24일(음력 11월 7일))으로 전하는 인물이다. 일본식 시호는 오타라시히코오시로와케노스메라미코토(大足彦忍代別天皇, 大帯日子淤斯呂和氣天皇)《고사기》이다. 《히타치 풍토기(常陸風土記)》는 오타라시히코노스메라미코토(大足日足天皇), 《하리마 풍토기(播磨風土記)》는 오타라시히코노스메라미코토(大帯日子天皇, 大帯日古天皇, 大帯比古天皇)로 기록하고 있다. 야마토타케루노미코토(日本武尊)의 아버지이다.
다라시히코(足彦, 帯日子, 帯日古, 帯比古) 칭호는 제12대 게이코, 제13대 세이무, 제14대 주아이 등 3명의 천황이 가지고 있는데, 7세기 전반에 재위했던 것이 확실한 제34대 조메이, 제35대 고교쿠(제37대 사이메이) 등 2명의 천황도 같은 칭호를 가지고 있음을 볼 때, 다라시히코 칭호는 7세기 전반의 것으로 보인다. 따라서 제12, 13, 14대 천황들에 대한 다라시히코 칭호는 후세의 조작으로 보는 설이 있고, 게이코 천황의 실존성에는 의문이 생긴다. 《고사기》와 《일본서기》의 기사의 대부분은 야마토타케루노미코토(日本武尊)의 이야기가 차지하고 있고, 나머지는 제기(帝紀 : 천황 또는 황실의 계보 등) 부분으로 되어 있어, 역사적 실재성에는 의문을 가질 수도 있다. 그 실재성을 가정한다면 그 연대는 4세기 전반으로 추정할 수 있다.

## 업적
연대는 《일본서기》의 편년에 따라 편의를 도모하였다.

스이닌 천황 37년 1월 1일에 태자로 세워지다.
게이코 천황 원년 7월에 즉위, 다음 해 2년 3월 3일 하리마노이나비노오이라쓰메(播磨稲日大郎姫)를 황후로 세우다.
4년, 미노국(美濃国)에 행차, 구쿠리 궁(泳宮)에 체재. 야사카이리비메노미코토(八坂入媛命)를 비로 삼다.
51년 8월 4일, 야사카이리비메노미코토(八坂入媛命)와의 사이에서 낳은 황자 와카타라시히코노미코토(稚足彦尊, 후의 세이무 천황)를 황태자로 세우다.
52년 5월 4일, 황후 하리마노이나비노오이라쓰메(播磨稲日大郎姫)가 붕어하여, 동년 7월 7일에 야사카이리비메노미코토(八坂入媛命)를 새 황후로 삼다.
규슈 순행(九州巡幸)

게이코 12년 구마소(熊襲)가 배반하므로, 이를 정벌하기 위해, 8월에 천황이 직접 서쪽으로 출정하다. 스오국(周防国)의 사바(娑麼)에서 간나쓰소히메(神夏磯媛)로부터 적들의 정보를 얻어 토벌하였다. 쓰쿠시(筑紫 : 현재의 규슈(九州) 전역을 지칭)에 들어가, 부젠국(豊前国) 미야코 군(京都郡)에 행궁을 설치하다. 분고국(豊後国)의 오키다(碩田)에서 쓰치구모(土蜘蛛)를 토벌하고, 11월에 간신히 휴가국(日向国)에 들어가다. 구마소 다케루(熊襲梟帥)를 그 딸에게 죽게 하여, 다음 해 여름에 구마소(熊襲) 평정을 마쳤다. 휴가타카야 궁(日向高屋宮)에 머무른 지 6년. 18년 3월에 수도를 향해 출발하여, 구마 현(熊県), 아시키타(葦北)・다카키 현(高来県)・아소 국(阿蘇国)・이쿠하 읍(的邑)를 순행하여, 19년 9월에 환궁하였다. 덧붙여, 게이코 천황의 친정(親征)에 대하여 《고사기》에는 전혀 기재된 것이 없다.
야마토타케루노미코토(日本武尊)의 활약

27년 8월, 구마소(熊襲)가 다시 반란을 일으키다. 10월에 야마토타케루노미코토(日本武尊)를 파견하여 구마소(熊襲)를 정벌하게 하다. 수장인 가와카미노 다케루(川上梟帥)를 모살하고, 다음 해에 보고하다.
40년 10월, 야마토타케루노미코토(日本武尊)에게 에미시(蝦夷) 정벌을 명하다. 그는 도중에 이세 신궁(伊勢神宮)에서 숙모인 야마토히메토미코토(倭姫命)로부터 구사나기 검(草薙剣, 구사나기노쓰루기)을 하사받았다. 무쓰국(陸奥国)에 들어가 싸우지 않고 에미시(蝦夷)를 평정하다. 히타카미 국(日高見国)으로부터 니하리(新治), 가이국(甲斐国) 사카오리 궁(酒折宮), 시나노국(信濃国)을 경유하여 오와리국(尾張国)에 돌아와, 미야즈히메(宮簀媛)와 혼인하다. 그 후, 오우미 국(近江国)에 출향하지만, 이부키 산(伊吹山)의 산신에게 재앙을 받아 건강이 나빠지다. 그 상태로 이세국(伊勢国)에 들어가지만, 노보노(能褒野)에서 병이 악화되어 붕어하였다(게이코 43년). 시라토리 능(白鳥陵)에 매장되었다. 덧붙여, 《고사기》에 의하면, 죽기 직전에 야마토(大和)를 그리며 구니시노비우타(思国歌)를 불렀다고 하며, 이 노래는 태평양 전쟁 중에 동아시아 지역에 파병된 병사들 사이에서 크게 유행하였다고 한다. 53년, 아들 야마토타케루노미코토(日本武尊)를 추모하여, 도고쿠(東国) 순행에 나가다. 도고쿠(東国)로부터 돌아와 이세(伊勢)에 체재하고, 다음 해 9월에 마키무쿠 궁(纒向宮)으로 돌아오다. 58년, 오우미 국(近江国)에 행차, 다카아베호 궁(高穴穂宮)에 체재한 지 3년. 60년 11월에 붕어하니, 향년 143세. 《고사기》에는 137세.

## 가족 관계
《고사기》에 의하면 기록에 남아 있는 황자가 21명, 남아 있지 않은 황자가 59명, 합계 80명이나 되는 황자가 있었다고 한다.
| - 부 : 일본의 제11대 천황 스이닌 천황(垂仁天皇) - 모 : 히바스히메노미코토(日葉酢媛命) - 황후(前) : 하리마노이나비노오이라쓰메(播磨稲日大郎姫) - 일본의 제7대 천황 고레이 천황의 황자 와카타케히코토미코토(稚武彦命)의 장녀 - 황자 : 구시쓰노와케노미코(櫛角別王) - 황자 : 오우스노미코(大碓皇子, おおうすのみこ) - 무게쓰노키미(身毛津君, 무게쓰노쿠니노미야쓰코(牟宜都国造))등의 시조 - 황자 : 小碓尊(오우스노미코토, おうすのみこと) - 야마토타케루노미코토(日本武尊)를 지칭. - 손자 : 일본의 제14대 천황 주아이 천황(仲哀天皇) - 황후(後) : 야사카이리비메노미코토(八坂入媛命) - 황자 : 와카타라시히코노미코토(稚足彦尊, 일본의 제13대 천황 세이무 천황(成務天皇)) - 황자 : 이오키이리비코노미코(五百城入彦皇子) - 황자 : 오시노와케노미코(忍之別皇子) - 황자 : 와카야마토네코노미코(稚倭根子皇子) - 황자 : 오스와케노미코(大酢別皇子) - 황녀 : 누노시노히메미코(渟熨斗皇女) - 황녀 : 이오키이리비메노히메미코(五百城入姫皇女) - 황녀 : 가고요리히메노히메미코麛依姫皇女) - 황자 : 이사키이리비코노미코(五十狭城入彦皇子) - 미쓰카이노무라지(御使連)의 시조 - 황자 : 기비노에히코노미코(吉備兄彦皇子) - 황녀 : 다카기이리비메노히메미코(高城入姫皇女) - 황녀 : 오토히메노히메미코(弟姫皇女) - 비 : 미즈하노이라쓰메(水歯郎媛) - 일본의 제11대 천황 스이닌 천황의 황자 이와쓰쿠와케노미코토(磐撞別命)의 장녀 - 황녀 : 이오노노히메미코(五百野皇女) - 비 : 이카와히메(五十河媛) - 황자 : 가무쿠시노미코(神櫛皇子) - 황자 : 이나세이리비코노미코(稲背入彦皇子) - 비 : 아베노타카다히메(阿倍高田媛) - 황자 : 다케쿠니쿠리와케노미코(武国凝別皇子) - 비 : 히무카노카미나가오타네(日向髪長大田根) - 황자 : 히무카노소쓰비코노미코(日向襲津彦皇子) - 비 : 소노타케히메(襲武媛) - 황자 : 구니치와케노미코(国乳別皇子) - 황자 : 구니세와케노미코(国背別皇子) - 황자 : 도요토와케노미코(豊戸別皇子) | - - 비 : 히무카노미하카시히메(日向御刀媛) - 황자 : 도요쿠니와케노미코(豊国別皇子) - 히무카노쿠니미야쓰코/휴가노쿠니미야쓰코(日向国造)의 시조 - 비 : 이나비노와카이라쓰메(伊那毘若郎女) - 일본의 제7대 천황 고레이 천황의 황자 와카타케히코토미코토(稚武彦命)의 차녀 - 황자 : 마와카노미코(真若王) - 마와카히코노미코토(真稚彦命)라고도 함. - 황자 : 히코히토오에노미코토(彦人大兄命) - 손녀 : 오나카쓰히메노미코토(大中姫命) - 일본의 제14대 천황 주아이 천황의 왕비 - 비 : 이고토히메노미코토(五十琴姫命) - 모노노베노 이쿠이(物部胆咋) 스쿠이(宿禰)의 女 - 황자 : 이고토히코노미코토(五十功彦命) - (이하는 생모를 알 수 없고, 대부분은 《선대구지본기(先代旧事本紀, 센다이쿠지혼기)》에 근거한다) - 황자 : 와카키노이리히코노미코(若木之入日子王) - 이사키이리비코노미코(五十狭城入彦皇子)와 동일인? - 황녀 : 시로가네노미코(銀王) - 황자 : 와카야히코노미코토(稚屋彦命) - 황자 : 아마타라시네노미코토(天帯根命) - 황자 : 다케쿠티코와케노미코(武国皇別命) - 황자 : 오소시코와케노미코토(大曽色別命) - 황자 : 이와코소와케노미코토(石社別命) - 황자 : 타케오시와케노미코토(武押別命) - 오시노와케노미코(忍之別皇子)와 동일인? - 황자 : 소노메와케노미코토(曽能目別命) - 황자 : 토오치이리비코노미코토(十市入彦命) - 황자 : 소노오하시와케노미코토(襲小橋別命) - 황자 : 시코코리와케노미코토(色焦別命) - 황자 : 오키나가노히코히토오에노미즈키노미코토(息長彦人大兄水城命) - 히코히토오에노미코토(彦人大兄命) 와 동일인? - - - 황자 : 구마노오시쓰히코노미코토(熊忍津彦命) - 황자 : 다케오토와케노미코토(武弟別命) - 황자 : 구사키노미코토(草木命) - 황자 : 다고토와케노미코토(手事別命) - 황자 : 오아레토와케노미코토(大我門別命) - 황자 : 도요히와케노미코토(豊日別命) - 황자 : 미카와노스쿠네노미코토(三河宿禰命) - 황자 : 도요테와케노미코토(豊手別命) - 황자 : 야마토노스쿠네노미코토(倭宿禰命) - 황자 : 도요쓰히코노미코토(豊津彦命) - 황자 : 오코리와케노미코토(大焦別命) |

| 전 임 스이닌 천황 | 제12대 일본 천황 71년 8월 24일? ~ 130년 12월 24일? | 후 임 세이무 천황 |